# Saphonecrus connatus
Saphonecrus connatus är en stekelart som först beskrevs av Hartig 1840.  Saphonecrus connatus ingår i släktet Saphonecrus, och familjen gallsteklar. Arten är reproducerande i Sverige.